# Palermo Viejo

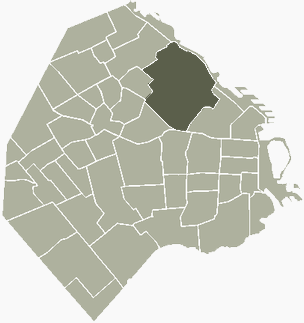
Plano de situación del barrio de Palermo.

Palermo Viejo es una zona del barrio de Palermo (Buenos Aires, Argentina), comprendida entre las calles Niceto Vega, Godoy Cruz, Guatemala y Malabia ( Ver mapa en Google Maps]). Se puede también confundir con la zona que actualmente se denomina Palermo Soho o Palermo Hollywood. Este Sub-Barrio limita con el barrio de Villa Crespo por la Avenida Córdoba.

## Origen del nombre
Hay dos teorías sobre el origen del nombre del barrio Palermo, el más extenso de la Ciudad de Buenos Aires. Una habla sobre el hecho de que las tierras que componen el barrio habrían sido propiedad durante el siglo XVII de Juan Domínguez Palermo. La otra sostiene que, en dichas tierras había un oratorio dedicado a San Benito de Palermo y que de allí habría tomado su nombre el actual barrio. Palermo es con frecuencia subdividido en barrios no oficiales como Palermo Viejo.
El nombre de Palermo Viejo surge por la cantidad de pequeñas construcciones antiguas que hay en esa parte del barrio y la relativa baja concentración de edificios de más de cinco o seis pisos, salvo por algunas excepciones. Es un barrio caracterizado por las llamadas casa chorizo, construcciones en una sola planta con un pasillo de acceso común que albergan varias unidades habitacionales desde el frente del predio hasta el corazón de la "manzana".
En 1836 Juan Manuel de Rosas, a la sazón gobernador de la provincia de Buenos Aires —cuya capital fue Buenos Aires hasta su federalización en 1880— adquirió las tierras que hoy son parte del barrio de Palermo. Vencido Rosas en la Batalla de Caseros por Justo José de Urquiza, el 3 de febrero de 1852, comenzó el periodo de unificación nacional con Urquiza como primer presidente provisional, luego de la jura de la Constitución de 1853.
Posteriormente, el gobierno nacional expropió las tierras que habían pertenecido al exgobernador. El 11 de noviembre de 1875 el presidente Domingo Faustino Sarmiento inauguró el Parque Tres de Febrero, en la actualidad el mayor espacio verde de la Ciudad de Buenos Aires, en terrenos de la ex chacra de Rosas —el nombre hace alusión a la fecha de su derrota en Caseros—. A fines del siglo XIX se inauguraron tanto el Jardín Zoológico como el Jardín Botánico de la Ciudad, obra este último del paisajista Carlos Thays.